# Palaeorhiza samuelsoni
Palaeorhiza samuelsoni är en biart som beskrevs av Hirashima 1989. Palaeorhiza samuelsoni ingår i släktet Palaeorhiza och familjen korttungebin. Inga underarter finns listade i Catalogue of Life.